# Dušan Galis
Dušan Galis (Ružomberok, 24 novembre 1949) è un allenatore di calcio ed ex calciatore cecoslovacco naturalizzato slovacco dal 1993, di ruolo attaccante. Campione europeo con la Nazionale cecoslovacca nel 1976.

## Carriera

### Club
Iniziò a giocare nelle giovanili del Dolný Kubín. All'età di vent'anni esordì con la prima squadra che si trova in Terza Divisione. Il Dolný Kubín fu poi promosso, nel 1971, in Seconda Divisione. Nel 1972, si trasferì al VSS Košice, che si trovava in First League e, nella stagione 1975-1976, si laureò capocannoniere della competizione con un totale di 21 reti segnate.
Si trasferì, nel 1977, allo Slovan Bratislava, dove rimase fino al 1981, anno in cui passò al Cádiz CF, squadra della Primera División. In Spagna rimase solo per un anno: tornò infatti in patria e giocò per lo Žilina. Nel 1982-83 giocò per i belgi del KSC Hasselt e tornò, per la fine della sua carriera nel 1984, in Cecoslovacchia dove giocò per il Artmedia Petržalka.

### Nazionale
Nella stagione 1975-76 venne chiamato per la prima volta in Nazionale, per la quale scese in campo 8 volte, segnando un gol. Fece parte della selezione che tornò vincitrice dal campionato d'Europa 1976.

### Allenatore
Ha iniziato la sua carriera di allenatore nel 1990, allenando lo Slovan Bratislava come successore di Jozef Jankech. Nel 1992 la sua squadra è riuscita a rompere l'egemonia in campionato dello Sparta Praga, vincendo il titolo nazionale. Anche nella Lega Slovacca ha ottenuto vari successi, vincendo il campionato nel 1994, 1995 e nel 1996. Nel 1994 e nel 1997 ha vinto la Coppa di Slovacchia.
Galis è diventato poi, nel 1997, allenatore dello Spartak Trnava ed ha vinto, al suo primo anno con la squadra, la Coppa Slovacca. All'inizio del 1999 è diventato, per un breve periodo, allenatore della Nazionale Slovacca, allenandola solo per una partita. Durante l'estate è passato alla guida del club cipriota Omonia Nicosia, ma in ottobre è stato esonerato.
Dal 2000 al 2002 è stato allenatore dell'Artmedia Bratislava. Nel novembre 2003 è diventato nuovamente allenatore della Nazionale Slovacca. Durante il periodo passato alla guida della Nazionale raggiunge il secondo posto nel girone di qualificazione al Mondiale del 2006, ma viene eliminato ai play-off dalla Spagna. Il 12 ottobre 2006 viene esonerato e decide di iniziare la carriera politica.

### Carriera politica
Dal 2006 è membro del Consiglio nazionale della Repubblica Slovacca dalla parte della coalizione democratica Smer, è membro del governo della Regione di Bratislava ed è il Commissario Governativo dello sport.

## Palmarès

### Giocatore

#### Club
- Coppa di Slovacchia: 1

VSS Košice: 1972-1973

#### Nazionale
- Campionato d'Europa: 1

Jugoslavia 1976

#### Individuale
- Capocannoniere del campionato cecoslovacco: 1

1975-1976 (21 gol)

### Allenatore

#### Competizioni nazionali
- Campionato cecoslovacco: 1

Slovan Bratislava: 1991-1992
- Campionato slovacco: 3

Slovan Bratislava: 1993-1994, 1994-1995, 1995-1996
- Coppa di Slovacchia: 3

Slovan Bratislava: 1993-1994, 1996-1997
Spartak Trnava: 1997-1998

#### Competizioni internazionali
- Coppa Piano Karl Rappan: 4

Slovan Bratislava: 1990, 1992, 1993, 1994